# Viscosia parasetosa
Viscosia parasetosa is een rondwormensoort uit de familie van de Oncholaimidae.